# Liste der Bodendenkmäler in Regenstauf
Auf dieser Seite sind die Bodendenkmäler in dem Oberpfälzer Markt Regenstauf zusammengestellt. Diese Tabelle ist eine Teilliste der Liste der Bodendenkmäler in Bayern. Grundlage ist die Bayerische Denkmalliste, die auf Basis des Bayerischen Denkmalschutzgesetzes vom 1. Oktober 1973 erstmals erstellt wurde und seither durch das Bayerische Landesamt für Denkmalpflege geführt wird. Die folgenden Angaben ersetzen nicht die rechtsverbindliche Auskunft der Denkmalschutzbehörde.

## Bodendenkmäler in Regenstauf

### Gemarkung Birkenzant
| Lage                  | Objekt                                                                                   | Akten-Nr.     | Bild |
| --------------------- | ---------------------------------------------------------------------------------------- | ------------- | ---- |
| Birkenzant (Standort) | Bestattungsplatz vor- und frühgeschichtlicher Zeitstellung oder des frühen Mittelalters. | D-3-6839-0017 |      |

### Gemarkung Bubach a.Forst
| Lage                      | Objekt                                              | Akten-Nr.     | Bild |
| ------------------------- | --------------------------------------------------- | ------------- | ---- |
| Bubach a.Forst (Standort) | Vorgeschichtlicher Bestattungsplatz mit Grabhügeln. | D-3-6838-0071 |      |

### Gemarkung Buchenlohe
| Lage                  | Objekt                                                         | Akten-Nr.     | Bild |
| --------------------- | -------------------------------------------------------------- | ------------- | ---- |
| Buchenlohe (Standort) | Vorgeschichtlicher Bestattungsplatz mit verebneten Grabhügeln. | D-3-6838-0073 |      |

### Gemarkung Diesenbach
| Lage                  | Objekt | Akten-Nr.     | Bild |
| --------------------- | --- | ------------- | ---- |
| Diesenbach (Standort) | Mesolithische Freilandstation, Siedlung der Latènezeit. | D-3-6838-0084 |      |
| Diesenbach (Standort) | Mesolithische Freilandstation, Siedlung vor- und frühgeschichtlicher Zeitstellung.                                                                               | D-3-6838-0085 |      |
| Diesenbach (Standort) | Siedlungen der frühen Bronzezeit und der Hallstattzeit. | D-3-6838-0097 |      |
| Diesenbach (Standort) | Brandgräberfeld der späten Bronzezeit und frühen Urnenfelderzeit.                                                                                                | D-3-6838-0098 |      |
| Diesenbach (Standort) | Siedlung und Gräber der Frühbronzezeit, Siedlung der Hallstattzeit und der Spätlatènezeit.                                                                       | D-3-6838-0099 |      |
| Diesenbach (Standort) | Untertägige Befunde des abgegangenen Schlosses von Diesenbach.                                                                                                   | D-3-6838-0111 |      |
| Diesenbach (Standort) | Archäologische Befunde der frühen Neuzeit im Bereich von Schloss Spindlhof, darunter die Spuren von Vorgängerbauten, älterer Bauphasen und abgegangener Gebäude. | D-3-6838-0135 |      |
| Diesenbach (Standort) | Vorgeschichtliche Siedlung. | D-3-6838-0139 |      |
| Diesenbach (Standort) | Siedlung vor- und frühgeschichtlicher Zeitstellung. | D-3-6838-0140 |      |
| Diesenbach (Standort) | Mesolithische Freilandstation. | D-3-6838-0153 |      |
| Diesenbach (Standort) | Bestattungsplatz der Bronzezeit mit Grabhügeln. | D-3-6938-1039 |      |

### Gemarkung Eitlbrunn
| Lage                 | Objekt | Akten-Nr.     | Bild |
| -------------------- | --- | ------------- | ---- |
| Eitlbrunn (Standort) | Bestattungsplatz der Bronzezeit und der Frühlatènezeit mit Grabhügeln.                                         | D-3-6838-0018 |      |
| Eitlbrunn (Standort) | Archäologische Befunde der abgegangenen mittelalterlichen und frühneuzeitlichen Kirche St. Jakob in Eitlbrunn. | D-3-6838-0128 |      |

### Gemarkung Glapfenberg
| Lage                   | Objekt | Akten-Nr.     | Bild |
| ---------------------- | --- | ------------- | ---- |
| Glapfenberg (Standort) | Archäologische Befunde des Mittelalters und der frühen Neuzeit im Bereich des ehemaligen Hofmarkschlosses Glapfenberg. | D-3-6839-0119 |      |

### Gemarkung Grafenwinn
| Lage                  | Objekt | Akten-Nr.     | Bild |
| --------------------- | --- | ------------- | ---- |
| Grafenwinn (Standort) | Archäologische Befunde des Mittelalters und der frühen Neuzeit im Bereich der Katholischen Pfarrkirche Maria Himmelfahrt in Kirchberg, darunter die Spuren von Vorgängerbauten bzw. älterer Bauphasen. | D-3-6839-0020 |      |

### Gemarkung Hagenau
| Lage               | Objekt                                                                | Akten-Nr.     | Bild |
| ------------------ | --------------------------------------------------------------------- | ------------- | ---- |
| Hagenau (Standort) | Bestattungsplatz der Bronzezeit und der Hallstattzeit mit Grabhügeln. | D-3-6838-0123 |      |
| Hagenau (Standort) | Frühneuzeitliche Wüstung Geisental.                                   | D-3-6838-0150 |      |

### Gemarkung Heilinghausen
| Lage                     | Objekt | Akten-Nr.     | Bild |
| ------------------------ | --- | ------------- | ---- |
| Heilinghausen (Standort) | Mesolithische Freilandstation, vorgeschichtliche Siedlung. | D-3-6838-0061 |      |
| Heilinghausen (Standort) | Archäologische Befunde des Mittelalters und der frühen Neuzeit im Bereich der Katholischen Filial- und ehemalige Wallfahrtskirche St. Michael in Heilinghausen, darunter die Spuren von Vorgängerbauten bzw. älterer Bauphasen. | D-3-6839-0124 |      |

### Gemarkung Hirschling
| Lage                  | Objekt                                                                                                  | Akten-Nr.     | Bild |
| --------------------- | --- | ------------- | ---- |
| Hirschling (Standort) | Mesolithische Freilandstation.                                                                          | D-3-6838-0062 |      |
| Hirschling (Standort) | Archäologische Befunde im Bereich des ehemaligen Schlosses von Hirschling, zuvor mittelalterliche Burg. | D-3-6838-0063 |      |

### Gemarkung Karlstein
| Lage                 | Objekt | Akten-Nr.     | Bild |
| -------------------- | --- | ------------- | ---- |
| Karlstein (Standort) | Archäologische Befunde im Bereich der mittelalterlichen Burgruine Forstenberg. | D-3-6838-0014 |      |
| Karlstein (Standort) | Mittelalterlicher Burgstall. | D-3-6838-0052 |      |
| Karlstein (Standort) | Mesolithische Freilandstation, Siedlungen der Jungsteinzeit und der Bronzezeit. | D-3-6838-0053 |      |
| Karlstein (Standort) | Endpaläolithische/mesolithische Freilandstation, vorgeschichtliche Siedlung. | D-3-6838-0092 |      |
| Karlstein (Standort) | Mittelalterlicher Burgstall, archäologische Befunde des abgegangenen frühneuzeitlichen Schlosses Drackenstein.                                                                        | D-3-6839-0018 |      |
| Karlstein (Standort) | Archäologische Befunde des Mittelalters und der frühen Neuzeit im Bereich von Schloss Karlstein, darunter die Spuren von Vorgängerbauten, älterer Bauphasen und abgegangener Gebäude. | D-3-6839-0128 |      |
| Karlstein (Standort) | Mittelalterlicher Burgstall. | D-3-6839-0129 |      |

### Gemarkung Loch
| Lage            | Objekt                                                                                          | Akten-Nr.     | Bild |
| --------------- | ----------------------------------------------------------------------------------------------- | ------------- | ---- |
| Loch (Standort) | Archäologische Befunde der frühen Neuzeit im Bereich des ehemaligen Schlosses Rosenhof in Loch. | D-3-6838-0081 |      |

### Gemarkung Ramspau
| Lage               | Objekt | Akten-Nr.     | Bild |
| ------------------ | --- | ------------- | ---- |
| Ramspau (Standort) | Archäologische Befunde im Bereich der mittelalterlichen Burgruine und des abgegangenen frühneuzeitlichen Schlosses von Ramspau.                                                                                              | D-3-6838-0054 |      |
| Ramspau (Standort) | Vorgeschichtliche Siedlung. | D-3-6838-0055 |      |
| Ramspau (Standort) | Jungpaläolithische und mesolithische Freilandstation, vorgeschichtliche Siedlung. | D-3-6838-0056 |      |
| Ramspau (Standort) | Mesolithische Freilandstation. | D-3-6838-0057 |      |
| Ramspau (Standort) | Spätpaläolithische und mesolithische Freilandstation, Siedlungen des Endneolithikums, der Bronzezeit, der Späthallstatt-/Frühlatènezeit, der Spätlatènezeit, der Völkerwanderungszeit und der karolingisch-ottonischen Zeit. | D-3-6838-0058 |      |
| Ramspau (Standort) | Mesolithische Freilandstation, Siedlung der Spätbronzezeit und der Frühlatènezeit. | D-3-6838-0059 |      |
| Ramspau (Standort) | Siedlung vor- und frühgeschichtlicher Zeitstellung oder des frühen Mittelalters. | D-3-6838-0060 |      |
| Ramspau (Standort) | Mesolithische Freilandstation, spätlatènezeitliche Siedlung. | D-3-6838-0091 |      |
| Ramspau (Standort) | Archäologische Befunde des Mittelalters und der frühen Neuzeit im Bereich der Katholischen Pfarrkirche St. Laurentius in Ramspau, darunter die Spuren von Vorgängerbauten bzw. älterer Bauphasen.                            | D-3-6838-0118 |      |
| Ramspau (Standort) | Archäologische Befunde des Mittelalters und der frühen Neuzeit im Bereich des Schlosses von Ramspau. | D-3-6838-0119 |      |
| Ramspau (Standort) | Mesolithische Freilandstation. | D-3-6838-0154 |      |

### Gemarkung Regenstauf
| Lage                  | Objekt | Akten-Nr.     | Bild |
| --------------------- | --- | ------------- | ---- |
| Regenstauf (Standort) | Mesolithische Freilandstation, Siedlungen der Mittelbronzezeit und der Frühlatènezeit. | D-3-6838-0083 |      |
| Regenstauf (Standort) | Siedlung der Frühbronzezeit. | D-3-6838-0101 |      |
| Regenstauf (Standort) | Siedlung der Urnenfelderzeit, vorgeschichtlicher Bestattungsplatz. | D-3-6838-0102 |      |
| Regenstauf (Standort) | Mittelalterlicher Burgstall. | D-3-6838-0103 |      |
| Regenstauf (Standort) | Vorgeschichtliche Siedlung. | D-3-6838-0104 |      |
| Regenstauf (Standort) | Vorgeschichtliche Siedlung. | D-3-6838-0106 |      |
| Regenstauf (Standort) | Untertägige Befunde des Mittelalters und der frühen Neuzeit im Bereich des ehemaligen Unteren Schlosses in Regenstauf. | D-3-6838-0109 |      |
| Regenstauf (Standort) | Archäologische Befunde und Funde im Bereich des sogenannten Sitzhofs in Regenstauf, ehemals ein mittelalterlicher Adelssitz. | D-3-6838-0110 |      |
| Regenstauf (Standort) | Untertägige Befunde im Bereich der ehemalige Pestkapelle St. Sebastian in Regenstauf. | D-3-6838-0145 |      |
| Regenstauf (Standort) | Archäologische Befunde im Bereich der Katholischen Pfarrkirche St. Jakob in Regenstauf, darunter die Spuren mehrerer Vorgängerbauten und der abgegangenen Kapellen St. Michael und Maria-Trost sowie der aufgelassene historische Ortsfriedhof. | D-3-6838-0148 |      |

### Gemarkung Schwaighauser Forst
| Lage                           | Objekt                                              | Akten-Nr.     | Bild |
| ------------------------------ | --------------------------------------------------- | ------------- | ---- |
| Schwaighauser Forst (Standort) | Vorgeschichtlicher Bestattungsplatz mit Grabhügeln. | D-3-6838-0015 |      |
| Schwaighauser Forst (Standort) | Bestattungsplatz der Frühlatènezeit mit Grabhügeln. | D-3-6838-0016 |      |

### Gemarkung Schönleiten
| Lage                   | Objekt                                                         | Akten-Nr.     | Bild |
| ---------------------- | -------------------------------------------------------------- | ------------- | ---- |
| Schönleiten (Standort) | Bestattungsplatz der Frühlatènezeit mit verebneten Grabhügeln. | D-3-6838-0022 |      |
| Schönleiten (Standort) | Bestattungsplatz der Hallstattzeit mit Grabhügeln.             | D-3-6838-0023 |      |

### Gemarkung Steinsberg
| Lage                  | Objekt | Akten-Nr.     | Bild |
| --------------------- | --- | ------------- | ---- |
| Steinsberg (Standort) | Archäologische Befunde des Mittelalters und der frühen Neuzeit im Bereich des ehemaligen Hofmarkschlosses Steinsberg. | D-3-6838-0112 |      |